# Berta de França
Berta (c. 780 – després de l'11 de març del 824) fou una filla de Carlemany, Rei dels Francs i de Hildegarda de Vintzgau.
Berta va ser criada amb els seus germans i germanes a la casa reial de Carlemany, qui va tenir tots els seus fills educats per tutors.
Una oferta d'Offa de Mèrcia per arranjar un matrimoni entre Berta i el seu fill, Ecgfrith, va portar Carlemany a trencar relacions diplomàtiques amb Mèrcia l'any 790, prohibint els vaixells anglesos als seus ports. Com les seves germanes, Berta mai es va casar formalment; s'especula que Carlemany no volia que les seves filles es cassessin per raons estratègiques, tement la rivalitat política dels seus possibles marits.
Berta va tenir una llarga relació amb Angilbert, un oficial de tribunal, amb qui va tenir tres fills. Durant els anys 794 i 795, Angilbert va fer un poema, elogiant la bellesa i encants de les filles de Carlemany; Berta era especialment elogiada per tenir opinió crítica i gust per la poesia; el text expressa la preocupació d'Angilbert per com Berta pugui rebre el seu poema.
Els fills de Berta amb Angilbert eren Hartnid, de qui se sap poca cosa però que el 813 ja era mort, l'historiador Nitard, i Berta, qui es va casar amb Helgaud II, comte de Ponthieu. Angilbert va acabar el seu afer amb Berta i va ingressar a un monestir, passant a ser abat de St. Riquier, segons una biografia escrita pel seu fill, Nitard. Angilbert va continuar sent un important conseller de Carlemany. Nitard va ser un soldat i polític distingit, i feia de conseller de Carles el Calb.
Després de la mort de Carlemany, el seu successor, Lluís I el Pietós, va exiliar les seves germanes als convents que l'herència del seu pare els havia llegat.